# Джеррі Шацберг
Дже́ррі (Дже́ральд) Ша́цберг (англ. Jerry Schatzberg; нар. 26 червня 1927, Бронкс, Нью-Йорк, США) — американський режисер та сценарист. Лауреат Золотої пальмової гілки 26-го Каннського міжнародного кінофестивалю за фільм «Опудало» (разом з фільмом «Наймит» Алана Бріджеса) .

## Біографія
Народився в Бронксі, Нью-Йорк. Закінчив Університет Маямі.
Працював фотографом в таких журналах, як «Vogue», «Esquire» і «McCalls». Найвідомішою світлиною роботи Шацберґа є фото на обкладинці альбому Боба Ділана «Blonde on Blonde» (1966).
Джеррі Шацберг деякий час працював режисером телереклами. 1970 року дебютував у великому кіно фільмом «Загадка незаконнонародженого» з Фей Данавей у головній ролі. У 1973-му вийшов фільм Шацберґа «Опудало» і в тому ж році був представлений на 26-му Каннському кінофестивалі, де на пару з «Наймитом» Алана Бріджеса отримав «Золоту пальмову гілку». Крім того, стрічка була відмічена й іншими нагородами.
Останній фільм Шацберґа — «День, коли повернулися конячки» — вийшов 2000 року.

## Фільмографія
| Рік  |     | Назва українською              | Оригінальна назва            | Режисер | Сценарист |
| ---- | --- | ------------------------------ | ---------------------------- | ------- | --------- |
| 1970 |     | Загадка незаконнонародженого   | Puzzle of a Downfall Child   | Так     | Так       |
| 1971 |     | Паніка в Нідл-парку            | The Panic in Needle Park     | Так     |           |
| 1973 |     | Опудало                        | Scarecrow                    | Так     |           |
| 1976 |     | Солодка помста                 | Sweet Revenge                | Так     |           |
| 1979 |     | Спокушання Джо Тайнана         | The Seduction of Joe Tynan   | Так     |           |
| 1980 |     | Жимолость                      | Honeysuckle Rose             | Так     |           |
| 1983 |     | Якого не зрозуміли             | Misunderstood                | Так     |           |
| 1984 |     | Велике почуття                 | No Small Affair              | Так     |           |
| 1987 |     | Вуличний хлопець               | Street Smart                 | Так     |           |
| 1988 | т/ф | Криваві гроші                  | Clinton and Nadine           | Так     |           |
| 1989 |     | Возз'єднання                   | Reunion                      | Так     |           |
| 1995 |     | Люм'єр і компанія              | Lumière et compagnie         | Так     |           |
| 2000 |     | День, коли повернулися конячки | The Day the Ponies Come Back | Так     | Так       |

## Визнання
| Нагороди та номінації Джеррі Шацберґа   | Нагороди та номінації Джеррі Шацберґа                         | Нагороди та номінації Джеррі Шацберґа       | Нагороди та номінації Джеррі Шацберґа |
| Рік                                     | Категорія                                                     | Фільм                                       | Результат                             |
| --------------------------------------- | ------------------------------------------------------------- | ------------------------------------------- | ------------------------------------- |
| Каннський міжнародний кінофестиваль     |                                                               |                                             |                                       |
| 1971                                    | Золота пальмова гілка                                         | Паніка в Нідл-парку                         | Номінація                             |
| 1973                                    | Золота пальмова гілка                                         | Опудало (разом з фільмом Наймит)            | Перемога                              |
| 1973                                    | Приз Міжнародної Католицької організації в царині кіно (OCIC) | Опудало (разом з фільмом Наймит)            | Перемога                              |
| 1976                                    | Золота пальмова гілка                                         | Солодка помста                              | Номінація                             |
| 1989                                    | Золота пальмова гілка                                         | Возз'єднання                                | Номінація                             |
| Премія «Боділ»                          |                                                               |                                             |                                       |
| 1974                                    | Найкращий неєвропейський фільм                                | Опудало                                     | Перемога                              |
| Премія Kinema Junpo                     |                                                               |                                             |                                       |
| 1976                                    | Найкращий фільм іноземною мовою                               | Опудало                                     | Перемога                              |
| Премія «Давид ді Донателло»             |                                                               |                                             |                                       |
| 1990                                    | Найкращий іноземний фільм                                     | Возз'єднання                                | Номінація                             |
| Стамбульський міжнародний кінофестиваль |                                                               |                                             |                                       |
| 1999                                    | Премія за життєвий внесок                                     | Премія за життєвий внесок                   | Перемога                              |
| Ольденбурзький кінофестиваль            |                                                               |                                             |                                       |
| 2006                                    | Німецька незалежна премія                                     | Джеррі Шацберґ (разом з Петером Фляйшманом) | Перемога                              |